# 马元骥
马元骥（1920年—），男，浙江杭州人，中国内燃机专家，曾任浙江大学教授、博士生导师，中国内燃机学会理事。